# 东城街道 (绥化市)
东城街道是中华人民共和国黑龙江省绥化市北林区下辖的一个街道办事处。

## 行政区划
东城街道下辖以下村级行政区划单位：
向阳社区、海城社区、东方红社区和路园社区。